# کریستینیا دی‌بارژ
کریستینیا دی‌بارژ (انگلیسی: Kristinia DeBarge؛ زادهٔ ۸ مارس ۱۹۹۰) خواننده-ترانه‌پرداز، هنرپیشه و هنرمند رقص اهل ایالات متحده آمریکا است که از سال ۲۰۰۳ میلادی تاکنون مشغول فعالیت بوده‌است.
از فیلم‌ها یا مجموعه‌های تلویزیونی که در آن‌ها نقش داشته می‌توان به دختر مدرسه‌ای‌ها و کریسمس در کامپتون اشاره نمود.